# Ladislav z Iloku
Ladislav z Iloku (chorvatsky Ladislav Iločki, maďarsky Újlaki László, * v polovině 14. století - 1418) byl chorvatsko-uherský šlechtic z chorvatského rodu Ilockých. V letech 1402–1403 a 1410-1418 vykonával úřad mačvanského bána.

## Život
Narodil se jako syn Bartoloměje II. z Iloku.
Byl ženatý s Annou Stibořicovou, dcerou sedmihradského vojevody Stibora ze Stibořic. Manželé měli pět synů, Jana, Štěpána, Petra, Pavla a Mikuláše. Mikuláš se stal bosenským králem.
Jedním z dědů Ladislava Ilockého byl Mikuláš Kont, majitel orahovického panství a zakladatel velké linie Ilockých, který zastával vysoký úřad palatina u královského dvora. 